# Karl Moser
Karl Coelestin Moser (ur. 10 sierpnia 1860 w Baden w Szwajcarii, zm. 28 lutego 1936 w Zurychu) – szwajcarski architekt.
Karl Moser był synem architekta Roberta Mosera. W latach 1878–1882 studiował architekturę na ETH w Zurychu. Po podróży studialnej do Paryża otworzył w 1887 z Robertem Curjelem biuro architektoniczne w Karlsruhe. W latach 1915–1928 był profesorem na ETHZ, gdzie wywarł wpływ na wielu architektów, m.in. Maksa Ernsta Häfeli, Wernera Maksa Mosera i Rudolfa Steigera, którzy założyli później biuro HMS. W 1928 został pierwszym przewodniczącym CIAM.

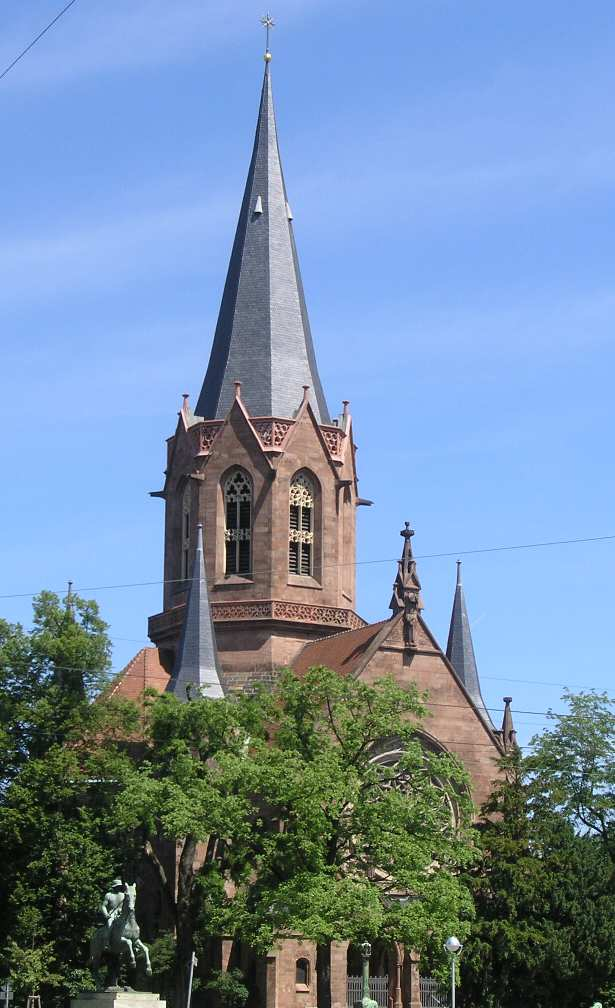
R. Curjel i K. Moser: Kościół Chrystusa w Karlsruhe

## Główne dzieła
- w Szwajcarii
  - Uniwersytet w Zurychu
  - kościoły św. Pawła w Lucernie i św. Antoniego w Bazylei
  - kościół w Fluntern
  - kościoły w Bernie, Zugu, Degersheimie i Flawil
  - Dom Sztuki w Zurychu
  - Dworzec Badeński w Bazylei
- w Karlsruhe
  - Stadthalle (po II wojnie światowej odbudowana w zmienionej formie)
  - Sala koncertowa
  - budynek Rady Kościelnej
  - kościół Chrystusa
  - kościół im. Lutra